# Граф Ментейт

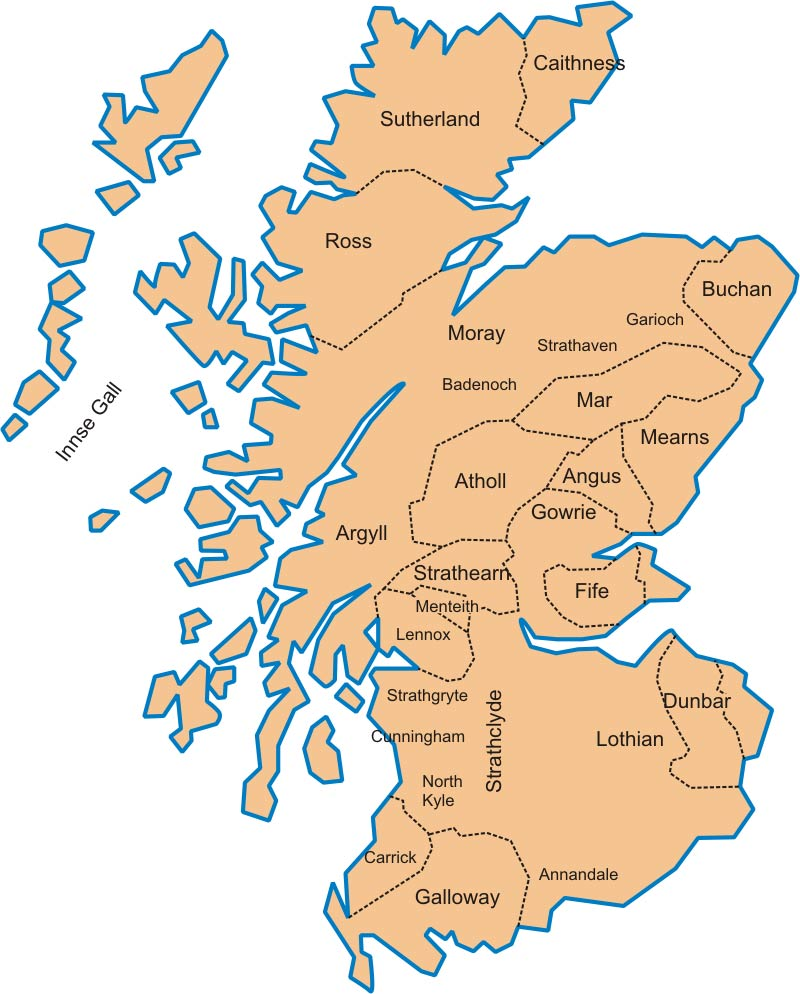
Историческая провинция Ментейт на карте Шотландии

Граф (первоначально — мормэр) Ментейт — первоначально титул правителя области Ментейт в средневековой Шотландии. Обычно первым мормэром Ментейта считается Гилкрист, о котором имеются ранние упоминания в источниках. Его потомки по мужской и женской линии управляли графством вплоть до 1425 года.
С 1427 по 1694 год — титул графа принадлежал Грэмам из Ментейта. В 1427 году Малис Грэм, 1-й граф Ментейт (1406—1490) получил графство в качестве компенсации за потерю владений в Стратерне.

## Первыемормэрыи графа Ментейта (XII в. — 1425)
- уп. 1164 — до 1198: Гилкрист (Гилл Крист), граф Ментейт (ум. 1189/1198)
- ок.1189/1198 — 1213: Морис (Мёрдок) I, граф Ментейт (ум. 1213), сын (?) Гилкриста
- 1213—1231/1234: Морис (Мёрдок) II, граф Ментейт (ум. 1234), брат предыдущего
- ок. 1234 — ок. 1260: Изабелла, графиня Ментейт, старшая дочь Мёрдока II, графа Ментейта. Муж — Уолтер Комин, лорд Баденох (ум. 1258).
- 1260/1261 — ок. 1293: Мария I, графиня Ментейт, младшая дочь Мёрдока II, графа Ментейта. 1-й муж — Уолтер «Баллок» Стюарт (1225/1230 — 1293/1294), граф Ментейт (де-юре), третий сын Уолтера, 3-го Стюарда Шотландии; 2-й муж — английский рыцарь Джон Рассел.
- 1293—1297/1306: Александр Стюарт, граф Ментейт (ум. до 1306), старший сын Уолтера «Баллока» Стюарта и Марии, графини Ментейт.
- ок. 1306 — ок. 1309: Алан Стюарт, граф Ментейт (ум. ок. 1310), старший сын предыдущего
- ок. 1309—1332: Мёрдок III Стюарт (ум. 1332), третий сын Александра Стюарта, графа Ментейта
- 1332 — до 1360: Мария II Стюарт, графиня Ментейт (ум. до 1360), единственная дочь Алана Стюарта. Муж — Джон Грэм, граф Ментейт (ум. 1347).
- ок. 1360—1380: Маргарита Грэм, графиня Ментейт (1334—1380), единственная дочь Джона Грэма и Марии, графини Ментейт. 1-й муж — Джон Морей, лорд Ботвелл, сын сэра Эндрю Морея (1298—1338) и Кристины Брюс (ок. 1273 − 1356/1357), 2-й муж — Томас, граф Мар (ок. 1330—1377), их брак был расторгнут около 1359 года, 3-й муж Джон Драммонд из Конкрэйга, 4-й муж — Роберт Стюарт, 1-й герцог Олбани
- 1361—1420: Роберт Стюарт, 1-й герцог Олбани, граф Файфа, Ментейта, Бухана и Атолла (ок. 1340—1420), третий сын короля Роберта II Стюарта. Муж с 1361 года Маргариты, графини Ментейта.
- 1420—1425: Мёрдок IV Стюарт, 2-й герцог Олбани, граф Файфа и Ментейта (1362—1425), старший сын Роберта Стюарта, 1-го герцога Олбани и Маргарет Грэм.

## Графы Ментейта (1627—1694)
- 1427—1490: Малис Грэм, 1-й граф Ментейт (1406—1490), единственный сын сэра Патрика Грэма из Кинкардина, внук Патрика Грэма, графа Стратерна (ум. 1413).
- 1490 — ок. 1537: Александр Грэм, 2-й граф Ментейт (ок. 1475 — ок. 1537), сын Патрика Грэма (ум. 1481/1482) и внук Малиса Грэма, 1-го графа Ментейта
- ок. 1537 — ок. 1543: Уильям Грэм, 3-й граф Ментейт (ок. 1500 — ок. 1543), сын 2-го графа Ментейта
- ок. 1543 — ок. 1565: Джон Грэм, 4-й граф Ментейт (ок. 1529 — ок. 1565), единственный сын и преемник предыдущего
- ок. 1565—1578: Уильям Грэм, 5-й граф Ментейт (ок. 1555 — сентябрь 1578), старший сын 4-го графа Ментейта
- ок. 1578—1598: Джон Грэм, 6-й граф Ментейт (ок. 1571 — декабрь 1598), старший сын и преемник предыдущего
- 1598—1661: Уильям Грэм, 7-й граф Ментейт (ок. 1591 — апрель 1661), сын предыдущего, с 1633 года — 1-й граф Эйрт
- 1661—1694: Уильям Грэм, 8-й граф Ментейт, 2-й граф Эйрт (ок. 1634 — 12 сентября 1694), сын Джона Грэма, лорда Грэма из Кинпонта (ок. 1613—1644) и леди Мэри Кейт, внук и преемник 7-го графа Ментейта.